# Daniela Campuzano
Daniela Campuzano, née le 21 octobre 1986 à Mexico, est une coureuse cycliste mexicaine. Spécialisée en VTT cross-country, elle est médaillée d'or de cette discipline aux championnats panaméricains de 2012, 2014, 2015 et 2016, et aux Jeux d'Amérique centrale et des Caraïbes de 2014 et 2018. Porte-drapeau du Mexique aux Jeux olympiques de Rio en 2016, elle y a pris la quinzième place du cross-country.

## Palmarès

### Jeux olympiques
- Rio 2016
  - 16e du cross-country
- Tokyo 2020
  - 16e du cross-country

### Championnats du monde
- Val di Sole 2008
  - 10e du cross-country espoirs
- Pietermaritzburg 2013
  - 28e du cross-country
- Lillehammer 2014
  - 14e du cross-country
  - 20e du relais mixte
- Valnord 2015
  - 12e du cross-country
- Nove Mesto 2016
  - 13e du cross-country
- Cairns 2017
  - 36e du cross-country
- Lenzerheide 2018
  - 15e du cross-country

### Coupe du monde
- Coupe du monde de cross-country
  - 2019 : 25e du classement général
  - 2021 : 32e du classement général
  - 2022 : 50e du classement général

- Coupe du monde de cross-country short track
  - 2022 : 45e du classement général

### Jeux panaméricains
- Toronto 2015
  - 4e du cross-country
- Lima 2019
  -  Médaillée d'or du cross-country

### Championnats panaméricains
- 2012
  -  Championne panaméricaine de cross-country
- 2014
  -  Championne panaméricaine de cross-country
- 2015
  -  Championne panaméricaine de cross-country
- 2016
  -  Championne panaméricaine de cross-country
- 2017
  -  Championne panaméricaine du relais mixte
  -  Médaillée d'argent du cross-country
- 2018
  -  Médaillée de bronze du cross-country
- 2019
  -  Championne panaméricaine du relais mixte
  -  Médaillée de bronze du cross-country
- 2021
  -  Championne panaméricaine de cross-country
  -  Médaillée de bronze du short track
- 2022
  -  Championne panaméricaine de cross-country
  -  Championne panaméricaine de short track
  -  Championne panaméricaine du relais mixte
- Congonhas 2023
  -  Médaillée de bronze du relais mixte

### Jeux d'Amérique centrale et des Caraïbes
- Veracruz 2014
  -  Medaillée d'or du cross-country
- Barranquilla 2018
  -  Medaillée d'or du cross-country
- San Salvador 2023
  -  Medaillée d'or du cross-country